# 内藤信直 (信正四男)
内藤 信直（ないとう のぶなお、? - 寛文8年12月1日（1669年1月3日））は、江戸時代初期の譜代大名内藤信正の四男。陸奥棚倉藩主となった内藤信照の末弟。通称は玄蕃。
寛永12年（1635年）12月28日、徳川家光に初めて御目見する。のち病により棚倉に閑居し、寛文8年に亡くなったという（「寛政譜」新訂13巻201頁）。
「越後村上 内藤家譜」には「合力2500石」と記されているが、幕府からの給地があったことを示すのか、あるいは棚倉藩より知行地の分与を受けたのか、不明である。
実子・信有は棚倉藩内藤家の分家・内藤信全の養子となっている。